# Thank You (Meghan Trainor)
Thank You è il secondo album in studio della cantante statunitense Meghan Trainor, pubblicato il 6 maggio 2016 in esclusiva su Apple Music dalla Epic Records e reso disponibile per il commercio globale dal 13 maggio dello stesso anno.

## Singoli
Il primo singolo estratto dal album, intitolato No, è stato pubblicato il 4 marzo 2016 mentre il secondo singolo, Me Too, è stato pubblicato il 5 maggio 2016. Il 29 agosto viene pubblicato il video ufficiale del terzo singolo ufficiale, Better.
Watch Me Do, I Love Me, Better e Mom sono stati resi disponibili su iTunes Store via pre-order come singoli promozionali rispettivamente il 25 marzo, il 15, il 22 e il 29 aprile 2016.

## Tracce
1. Watch Me Do – 2:49 (Meghan Trainor, Eric Frederic, Jacob Kasher Hindlin, Gamal Lewis)
2. Me Too – 3:01 (Meghan Trainor, Eric Frederic, Jacob Kasher Hindlin, Jason Desrouleaux, Peter Svensson)
3. No – 3:33 (Meghan Trainor, Eric Frederic, Jacob Kasher Hindlin)
4. Better (feat. Yo Gotti) – 2:47 (Meghan Trainor, Eric Frederic, Tommy Brown, Steven Franks, Mario Mims, Taylor Parks, Travis Sayles)
5. Hopeless Romantic – 4:05 (Meghan Trainor, Johan Carlsson, Ross Golan)
6. I Love Me (feat. LunchMoney Lewis) – 2:47 (Meghan Trainor, Eric Frederic, Jacob Kasher Hindlin, Gamal Lewis, Thomas Troelsen)
7. Kindly Calm Me Down – 3:58 (Meghan Trainor, Eric Frederic, James G. Morales, Matthew Morales, Julio David Rodriguez)
8. Woman Up – 3:28 (Meghan Trainor, Eric Frederic, James G. Morales, Matthew, Morales, Julio David Rodriguez, Taylor Parks, Nash Overstreet, Erika Nuri, Shane Stevens)
9. Just a Friend to You – 2:44 (Meghan Trainor, Eric Frederic, Chris Gelbuda)
10. I Won't Let You Down – 3:20 (Meghan Trainor, Eric Frederic, Jacob Kasher Hindlin, Gamal Lewis)
11. Dance Like Yo Daddy – 3:03 (Meghan Trainor, Eric Frederic, Kevin Kadish)
12. Champagne Problems – 3:42 (Meghan Trainor, Tommy Brown, Nick Audino, Lewis Hughes, Khaled Rohaim, Michael Foster, Ryan Matthew Tedder)

Tracce bonus nell'edizione deluxe
1. Mom (feat. Kelli Trainor) – 3:14 (Meghan Trainor, Johan Carlsson, Ross Golan, Justin Trainor)
2. Friends – 3:20 (Meghan Trainor, Eric Frederic, Tommy Brown, Steven Franks, Michael Foster, Ryan Matthew Tedder, Bianca Atterberry)
3. Thank You (feat. R. City) – 3:25 (Meghan Trainor, Stefan Johnson, Jordan Johnson, Marcus Lomax, Theron Thomas, Timothy Thomas, Oliver Peterhof, Jordan Federman)

Tracce bonus nell'edizione Target
1. Goosebumps – 3:41 (Meghan Trainor, Eric Frederic, Gamal Lewis, Eric Tobias Wincorn, Joe Spargur, Robert Riley, Charles White, Billy Ball)
2. Throwback Love – 3:14 (Meghan Trainor, Kevin Kadish)

Tracce bonus nell'edizione giapponese
1. No (Karaoke Version) – 3:34 (Meghan Trainor, Eric Frederic, Jacob Kasher Hindlin)
2. Good to Be Alive – 3:47 (Meghan Trainor, Ryan Trainor)

## Classifiche

### Classifiche settimanali
| Classifica (2016) | Posizione massima |
| ----------------- | ----------------- |
| Australia         | 3                 |
| Austria           | 20                |
| Belgio (Fiandre)  | 37                |
| Belgio (Vallonia) | 65                |
| Canada            | 4                 |
| Danimarca         | 32                |
| Finlandia         | 32                |
| Francia           | 133               |
| Germania          | 25                |
| Giappone          | 39                |
| Irlanda           | 15                |
| Italia            | 80                |
| Norvegia          | 20                |
| Nuova Zelanda     | 5                 |
| Paesi Bassi       | 20                |
| Regno Unito       | 5                 |
| Spagna            | 8                 |
| Stati Uniti       | 3                 |
| Svezia            | 22                |
| Svizzera          | 16                |

### Classifiche di fine anno
| Classifica (2016) | Posizione |
| ----------------- | --------- |
| Australia         | 30        |
| Canada            | 36        |
| Stati Uniti       | 45        |